# Камикадзе (коктейль)
«Камика́дзе» (англ. Kamikaze, яп. 神風) — коктейль на основе водки, ликёра Triple Sec и сока лайма. Классифицируется как коктейль на весь день (англ. All day cocktail).

## Название
Камикадзе (яп. 神風) — в дословном переводе с японского языка означает «божественный ветер».

## Рецепт и ингредиенты
Состав:
- водка — 30 мл
- ликёр Triple Sec — 30 мл
- сок лайма — 30 мл.

Метод приготовления: шейк & стрейн. Ингредиенты (компоненты) перемешивают в смесительном стакане (шейкере), взбивают, после чего отцеживают и отфильтровывают в коктейльный бокал или бокал Мартини.